# Gehobener Dienst
Der gehobene Dienst (gD) ist eine Laufbahngruppe im deutschen Beamtenrecht – unterteilt in den gehobenen technischen Dienst (z. B. Feuerwehr) und den gehobenen nichttechnischen Dienst (z. B. Verwaltungsdienst), ferner in die Laufbahnen besonderer Fachrichtung.
Von 1927 bis 1939 hieß die entsprechende Laufbahn gehobener mittlerer Dienst. Nach einer Laufbahngruppenreform wurde der gehobene Dienst in einigen Bundesländern als 1. Einstiegsamt der 2. Laufbahngruppe bzw. Qualifikationsebene 3 (3. QE) neu gefasst.
Der ehemalige Bundesgrenzschutz (jetzt: Bundespolizei) führte bis zum 30. Juni 1976 militärische Dienstgrade mit dem Zusatz „im Bundesgrenzschutz“ („im BGS“). Bei der Personalrechtsreform wurden die Offiziere in den Dienstgraden „Leutnant im BGS“/„Leutnant zur See im BGS“ bis „Hauptmann im BGS“/„Kapitänleutnant im BGS“ dem gehobenen, die übrigen Offiziere dem höheren Dienst zugeordnet.
Die Aufgabenbereiche des gehobenen Dienstes der Beamten erstrecken sich, je nach Laufbahn und Behörde, von der Sachbearbeiterebene bis hin zur Leitung von Sachgebieten, Tätigkeiten als Amtsleiter, Dezernenten, ständige Vertreter von Dezernatsleitern, Referenten und stellvertretenden Referatsleitern in Bund, Ländern und Gemeinden sowie den sonstigen Körperschaften, Anstalten und Stiftungen des öffentlichen Rechts, soweit sie Dienstherrenfähigkeit besitzen.

## Ausbildung
Schulische Grundvoraussetzung für die Zulassung zum Vorbereitungsdienst mit Studium ist mindestens die Fachhochschulreife. Die meisten Bewerber weisen aber die allgemeine oder fachgebundene Hochschulreife nach. Eine Teilnahme von geeigneten Bewerbern aus dem mittleren Dienst ist gegebenenfalls auch ohne Hochschulzugangsberechtigung möglich. Für Laufbahnen ohne Studium, aber mit Vorbereitungsdienst (z. B. im Feuerwehr- oder im Baudienst) ist ein abgeschlossenes Fachhochschulstudium Voraussetzung (in der Regel mit dem akademischen Grad eines Diplom-Ingenieurs (FH) oder dem Bachelor abgeschlossen). Für Laufbahnen mit geringem Personalbedarf (Laufbahnen besonderer Fachrichtung) gelten besondere Voraussetzungen, hier sind aber auch ein Fachhochschulstudium und meistens auch eine mehrjährige (meist drei bis fünf Jahre) Berufserfahrung nötig.
Die Ausbildung für den gehobenen nichttechnischen Verwaltungsdienst und ähnliche Fachrichtungen in der Justizverwaltung und bei der Polizei erfolgt im Rahmen eines Studiums an einer besonderen Fachhochschule für öffentliche Verwaltung. Das Studium schließt in der Regel mit einem akademischen Grad ab, beispielsweise zum „Diplom-Verwaltungswirt (FH)“, „Diplom-Finanzwirt (FH)“, „Diplom-Rechtspfleger (FH)“, Bachelor of Arts oder Bachelor of Laws. Absolventen dieser Studiengänge aus dem mittleren Dienst ohne Hochschulreife, so genannte Aufstiegsbeamte, beenden ihre Ausbildung allein mit der Laufbahnprüfung (siehe hierzu auch: Hochschulrahmengesetz).
Auch Studiengänge der Verwaltungsbetriebswirtschaftslehre sowie zum Diplom-Betriebswirt (FH) bzw. Diplom-Kaufmann (FH) – Fachrichtung Verwaltungsmanagement mit einer Regelstudienzeit von acht Semestern an einer Fachhochschule sind möglich.
Eine Ausnahme bildet der Schuldienst. Hier ist zumeist die allgemeine Hochschulreife (Abitur) Voraussetzung für das Studium. Dieses wird in den meisten Bundesländern an einer Universität oder Pädagogischen Hochschule absolviert. Daran schließt sich je nach Bundesland ein 12- bis 24-monatiger Vorbereitungsdienst (Referendariat) an.
Nach den Bologna-Verträgen sollen auch die Studiengänge für eine Tätigkeit im öffentlichen Dienst auf die Abschlüsse Bachelor und Master umgestellt werden. Die Entwicklung verläuft allerdings nicht einheitlich, was zum einen auf die Kulturhoheit der 16 Bundesländer zurückzuführen und zum anderen durch die fast völlige Rückverweisung der beamtenrechtlichen Befugnisse infolge der Föderalismusreform auf die Länder für ihren Bereich zu erklären ist. Insoweit wird der Bund deren Einvernehmen je nach Standort seiner Fachhochschulen herbeiführen müssen.
Einstufung in Besoldungsgruppen
Die Eingangsbesoldungsgruppe bei Laufbahnen mit Studium im Vorbereitungsdienst ist die Besoldungsgruppe A 9 im nichttechnischen Dienst und A 10 im technischen Dienst, bei Laufbahnen ohne Studium im Vorbereitungsdienst die Besoldungsgruppe A 9 (ausgenommen im Feuerwehrdienst in einigen Bundesländern).
Im feuerwehrtechnischen Dienst in Baden-Württemberg ist das Eingangsamt nach erfolgreichem Vorbereitungsdienst der Brandamtmann (Besoldungsgruppe A 11); gleiches gilt für die anderweitigen technischen Laufbahnen mit dem entsprechenden Zusatz zur Grundamtsbezeichnung.
Bei Bezirksnotaren in Württemberg und bei Grund- und Hauptschullehrern ist die Eingangsbesoldungsgruppe A 12, bei Real- und Förderschullehrern in der Regel A 13.
Ebenfalls eine Ausnahme stellen die Amtsanwälte dar, deren Eingangsbesoldungsgruppe A 12 ist.

## Abgrenzung zu anderen öffentlich-rechtlichen Dienstverhältnissen
Offiziere der Bundeswehr in den Dienstgraden Leutnant bis Stabshauptmann bzw. entsprechende Marinedienstgrade (A 9 bis A 13 BBesO, letzterer Dienstgrad nur für Offiziere des militärfachlichen Dienstes) sind von der Besoldung her gleich eingestuft wie die Beamten des gehobenen Dienstes. Sie sind jedoch in einem Wehrdienstverhältnis tätig. Weder vom rechtlichen Status, noch von der (Bildungs-)Voraussetzung oder der typischen, dienstlichen Tätigkeit sind sie daher vergleichbar.
Soldaten auf Zeit jedes Dienstgrades, die Anspruch auf einen Eingliederungs- oder Zulassungsschein haben und damit nach Ende ihrer Dienstzeit in den (zivilen) öffentlichen Dienst wechseln wollen, werden durch die Stellenvorbehaltsverordnung (StVorV) in Verbindung mit § 10 Abs. 4 Soldatengesetz (SG) auch als Beamte auf Widerruf im Vorbereitungsdienst oder Beamte auf Probe dem gewünschten Dienstherrn zugewiesen und auf die vorbehaltene Stelle eingestellt. Berufssoldaten sind nach § 46 Abs. 3a Soldatengesetz kraft Gesetz entlassen, wenn sie zum Beamten ernannt werden. Einer Entlassungsverfügung (Verwaltungsakt) bedarf es nicht.
Wird ein Beamter zum Grundwehrdienst einberufen, so ist er für dessen Dauer ohne Bezüge beurlaubt (§ 9 Abs. 1 Arbeitsplatzschutzgesetz (ArbPlSchG)). Wird ein Beamter zu einer Wehrübung einberufen, so ist er für die Dauer der Wehrübung mit Bezügen beurlaubt. Der Dienstherr hat ihm während dieser Zeit die Bezüge wie bei einem Erholungsurlaub zu zahlen (§ 9 Abs. 2 Sätze 1 und 2 ArbPlSchG). Der Beamte darf aus Anlass der Einberufung zum Grundwehrdienst oder zu einer Wehrübung nicht entlassen werden (§ 9 Abs. 6 ArbPlSchG).

## Dienst- und Amtsbezeichnungen
Dem gehobenen Dienst sind die Besoldungsgruppen A 9 bis A 13 der Bundesbesoldungsordnung des Bundesbesoldungsgesetzes bzw. für einige Laufbahnen auch in der jeweiligen Landesbesoldungsordnung des Landesbesoldungsgesetzes zugeordnet. Die Besoldungsgruppen A 13 und darüber sind den Laufbahnen des höheren Dienstes zugeordnet.
| Gruppe | Grundamtsbezeichnung | Beispiele / Dienstgrade von Offizieren / zusätzliche Informationen |
| --- | --- | --- |
| A 9 | Inspektor | Regierungsinspektor (RI), Verwaltungsinspektor (VI), Polizei-/Kriminalkommissar (PK, KK), Zollinspektor (ZI), Justizinspektor (JI), Bauinspektor (BI), Brandinspektor(BI), Steuerinspektor (StI), Bundesbankinspektor (BBkI), Kapitän (K) – reguläres Eingangsamt Leutnant, Leutnant zur See*) |
| A 10 | Oberinspektor | Regierungsoberinspektor (ROI), Vermessungsoberinspektor (VOI), Forstoberinspektor (FOI), Technischer Regierungsoberinspektor (TROI), Technischer Oberinspektor (TOI), Verwaltungsoberinspektor (VOI), Polizei-/Kriminaloberkommissar (POK, KOK), Justizoberinspektor (JOI), Zolloberinspektor (POI, ZOI); Bauoberinspektor (BOI), Brandoberinspektor (BOI), Umweltoberinspektor (UOI), Steueroberinspektor (StOI), Bundesbankoberinspektor (BBkOI), Seekapitän (SK), Arbeitsschutzoberinspektor (AOI) Oberleutnant, Oberleutnant zur See*)                                                                               |
| A 11 | Amtmann/Amtfrau (veraltet: Amtmännin) | Regierungsamtmann (RA), Forstamtmann (FAM), Verwaltungsamtmann/-amtfrau (VA/VAfr), Polizei-/Kriminalhauptkommissar (PHK, KHK), Zollamtmann (ZAM/ZAF), Bauamtmann (BA), Brandamtmann (BrAM), Justizamtmann (JA), Technischer Regierungsamtmann/-amtfrau (TRA), Technischer Amtmann/Amtfrau (TAM/TAF), Informationstechnischer Amtmann/Amtfrau (ITA), Bundesbankamtmann/-frau (BBkAM/BBkAF), Lehrer als Lehrer für untere Klassen im Unterricht der Klassen 1 bis 4 an allgemeinbildenden Schulen – als Eingangsamt – (landesrechtlich eingestuft), Steueramtmann (StA), Seeoberkapitän (SOK) Hauptmann, Kapitänleutnant*) |
| A 12 | Amtsrat (In Baden-Württemberg wird bei Bediensteten im Landesdienst kein Zusatz zur Grundamts-bezeichnung mehr verwendet)                                                                                                 | Regierungsamtsrat (RAR), Stadtamtsrat (SAR), Forstamtsrat (FAR), Verwaltungsamtsrat (VAR), Polizei-/Kriminalhauptkommissar (PHK, KHK), Bauamtsrat (BAR), Brandamtsrat (BAR), Technischer Amtsrat (TAR), Zollamtsrat (ZAR), Justizamtsrat (JAR), Amtsanwalt (AA), Steueramtsrat (StAR), Bundesbankamtsrat (BBkAR), Lehrer an Grund- und Hauptschulen, Sekundarschullehrer, Realschullehrer (landesrechtlich eingestuft), Seehauptkapitän (SHK) Hauptmann, Kapitänleutnant*) |
| A 13 | Oberamtsrat (in manchen Bundesländern (u. a. Bayern, Nordrhein-Westfalen) jetzt: Rat (Überlappungsamt)) (In Baden-Württemberg wird bei Bediensteten im Landesdienst kein Zusatz zur Grundamts-bezeichnung mehr verwendet) | Regierungsoberamtsrat (ROAR), Stadtoberamtsrat (SOAR), Verwaltungsoberamtsrat (VOAR), Erster Polizei-/Kriminalhauptkommissar (EPHK, EKHK), Bauoberamtsrat (BOAR), Brandoberamtsrat (BOAR), Zolloberamtsrat (ZOAR), Justizoberamtsrat (JOAR), Oberamtsanwalt (OAA), Steueroberamtsrat (StOAR), Bundesbankoberamtsrat (BBkOAR), Realschullehrer, Gymnasiallehrer (landesrechtlich eingestuft), Sonderschullehrer, Seehauptkapitän (SHK) Stabshauptmann, Stabskapitänleutnant*) |
| A 14 **) | | Erster Oberamtsanwalt (1. OAA) (nur in Berlin, Brandenburg und Baden-Württemberg) |
| *) Soldaten sind keine Beamten. Die Zuordnung der Soldaten erfolgt informativ entsprechend ihrer Besoldungsgruppe. **)eigentlich dem Höheren Dienst zugeordnet, trotzdem gibt es in einigen Bundesländern Regelungen, dass auch ein Beamter des gehobenen Dienstes diese Besoldungsgruppe erreichen kann | | |

Frauen führen die Amtsbezeichnung in der weiblichen Form, wenn sprachlich möglich mit der Endung „-in“, die Ausnahme bilden die Bezeichnungen Amtmann/Amtfrau. Eine Zeit lang wurde statt Regierungsamtfrau auch die Bezeichnung Regierungsamtmännin in einigen Bundesländern verwendet. Auch in der Bundeszollverwaltung konnte bis 2011 die Bezeichnung „Zollamtmännin“ (alternativ zu „Zollamtfrau“) gewählt werden.
Der Amtsbezeichnung wird je nach Dienstherr und Funktion ein Teil hinzugefügt (z. B. Verwaltungsoberamtsrat oder Regierungsbauoberamtsrat). In Baden-Württemberg wird für die Beamten im Landesdienst seit dem Gesetz über die Anpassung von Dienst- und Versorgungsbezügen aus dem Jahr 2022 für die Grundamtsbezeichnungen Amtsrat und Oberamtsrat kein entsprechender Zusatz zur Grundamtsbezeichnung mehr verwendet. Für Beamte der Gemeinden, der Landkreise und der sonstigen der Aufsicht des Landes unterstehenden Körperschaften, Anstalten und Stiftungen des öffentlichen Rechts sind in Anlage 2 der Grundamtsbezeichnungs-Verordnung entsprechende Zusätze zur Grundamtsbezeichnung zu verwenden.
Dienstbezeichnung während des Vorbereitungsdienstes: Anwärter, entweder mit einem Zusatz, der dem Eingangsamt entspricht, das nach dem Vorbereitungsdienst erreicht wird (z. B. Polizeikommissaranwärter, Regierungsinspektoranwärter) oder mit einem Zusatz entsprechend der Fachrichtung, die eingeschlagen wurde (z. B. im gehobenen Zoll- und Steuerdienst des Bundes: Finanzanwärter, Zollinspektoranwärter (neu) oder Rechtspflegeranwärter). In Baden-Württemberg lautet die Dienstbezeichnung für Anwärter in einer Laufbahn des gehobenen technischen Dienstes Amtmannanwärter mit dem entsprechenden Zusatz (z. B. Brandamtmannanwärter oder Bauamtmannanwärter).
Dienstbezeichnung in der Probezeit: Bis zum 1. April 2009 gab es im Beamtenrecht eine Unterscheidung zwischen der Einstellung (Beschäftigungsbeginn) und der Anstellung (Ende der Probezeit, spätestens bei Ernennung zum Beamten auf Lebenszeit). Nach dem Bestehen der Laufbahnprüfung oder, in den Laufbahnen besonderer Fachrichtung, direkt nach der Einstellung führte der Beamte während der laufbahnrechtlichen Probezeit die Dienstbezeichnung in Form der Amtsbezeichnung des Eingangsamtes mit dem Zusatz „zur Anstellung“, z. B. Regierungsinspektor zur Anstellung (Abk. „z. A“.). Eine Amtsverleihung fand erst nach erfolgreich durchlaufener, sowohl laufbahn- als auch statusrechtlicher Probezeit, spätestens jedoch mit der Verleihung der Eigenschaft eines Beamten auf Lebenszeit statt.
Durch das Beamtenstatusgesetz wurde die Unterscheidung von Anstellung und Einstellung abgeschafft. Die Dienstbezeichnung in der Probezeit entspricht nun der Amtsbezeichnung im Eingangsamt.
In Sachsen-Anhalt kann seit dem 1. Februar 2010 Beamten und ehemalige Beamten, die bisher eine Amtsbezeichnung des gehobenen Dienstes der Besoldungsgruppe A 13 führen, auf Antrag die Amtsbezeichnung Rat mit einem entsprechenden Zusatz verliehenen werden (zum Beispiel Regierungsrat statt Regierungsoberamtsrat, Polizeirat statt Erster Polizeihauptkommissar). Beamte die nach dem Datum ernannt werden, wird die Amtsbezeichnung gleich verliehen. Ruhestandsbeamte (Regierungsoberamtsrat) dürfen seit dem 1. Februar 2010 die Amtsbezeichnung Rat mit dem entsprechenden Zusatz sowie dem Zusatz „außer Dienst“ bzw. „a. D.“ führen. In Sachsen-Anhalt sind damit die ehemaligen Endämter des gehobenen Dienstes wegen der Änderung der Struktur weggefallen. Der bisherige gehobene und höhere Dienst wurden in der Laufbahngruppe 2 zusammengefasst. Diese Änderung zeichnet sich in vielen Ländern ab.